# فرودگاه هلیکوپتر نیاکورنات
فرودگاه هلیکوپتر نیاکورنات (به انگلیسی: Niaqornat Heliport) یک فرودگاه همگانی است . این فرودگاه در کشور گرینلند قرار دارد .